# Petropavl

Localização de Petropavl no Cazaquistão

Petropavl (Петропавл, em cazaque), também conhecida como Petropavlovsk (em russo:  Петропавловск), é uma cidade localizada ao norte do Cazaquistão, próxima à fronteira com a Rússia. É a capital da província do Cazaquistão do Norte. Em 1999, sua população era de 203500 habitantes. Em 1989, chegou a possuir 239500 habitantes.

## História

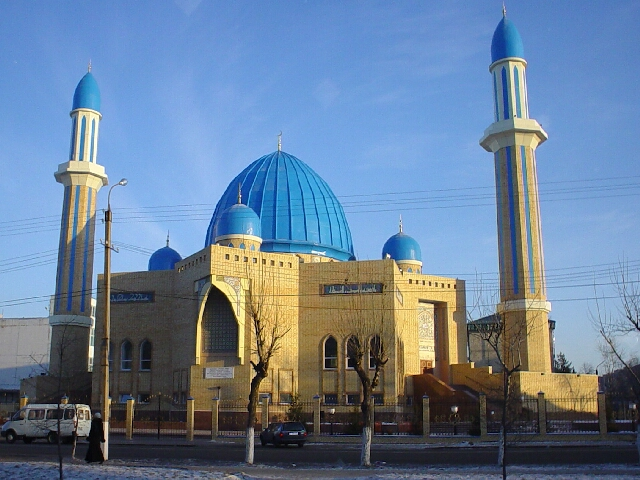
Mesquita de Petropavl

Foi fundada em 1752. Obteve o estatuto de cidade em 1807. Petropavl foi um importante centro comercial de sedas e tapetes até a Revolução Russa de 1917.

## Transportes
A cidade é servida pelo Aeroporto de Petropavlovsk, que dispõe de voos para Astana e Kokshetau.

## Filhos ilustres
O cosmonauta Vladimir Shatalov e o ciclista profissional Alexandre Vinokourov nasceram em Petropavl.